# イエゴン・ヴィンセント・キベット
イェゴン・ヴィンセント・キベット（Vincent Kibet Yegon、2000年12月5日 - ）は、ケニアのボメットカウンティ・ソティック出身の陸上競技選手。専門種目は長距離走。東京国際大学経済学部卒業。Honda陸上競技部所属。

## 人物
- 5人兄弟の長男[2]。
- 幼少期は軍人になることを夢見ていた[3]。
- 好きな食べ物はケニア料理のウガリ、日本食では牛丼である[1]。

## 経歴
ケニアのチェビルベレク高校 (Chebirbelek secondary school) 出身。
2016年からケリチョカウンティ・リテインの陸上クラブに所属し、本格的に陸上競技に取り組む。2019年に来日し、4月から東京国際大学に入学。

### 2018年
6月のU20世界陸上ケニア代表選考会で初の5000m公式大会に出場し自己ベスト (以下PB) 更新の13:34.20で4位に入るもののU20世界陸上代表は逃す。

その後少し期間が空いてモロッコのアガディールで行われた10kmロードに出場し28:11で優勝を飾る。

### 2019年
来日し東京国際大学に入学、駅伝部に所属し活動を始める。

4月、大学入学後の初戦となる金栗記念大会5000mでは終始先頭を引っ張る積極性を見せ、ラスト1周も勝ち切り13:30.51のPB更新の走りで全体トップで優勝する。
同月の平成国際大競技会で初の10000mを走り28:24.33のタイムながらも全体トップを勝ち取る。

翌5月の関東インカレ5000mではラスト100mで桜美林大学のレダマ・キサイサに競り負けてしまい13:45.20の2位と学生大会での初出場・初タイトルとはならなかった。

6月の全日本大学駅伝予選会10000mでは最終4組に出走、大会記録に相当する28:04.55のPB更新・組1位・総合1位の走りでチームのトップ通過での本戦初出場に大きく貢献する。

7月、ホクレン・ディスタンスチャレンジ士別大会の5000m最終組で組2位ながらも13:28.17でPBを更新する走りを見せる。
その後2か月ほど出走が無かったが、9月の日本インカレ5000mではレダマ・キサイサと交互に先頭を引っ張りながらレースを進め、関東インカレとは逆にラスト1周のスパートで引き離し13:35.75の好タイムで優勝する。

初めてのハーフマラソンを10月の第96回箱根駅伝予選会で走る。
序盤から抜け出したレダマ・キサイサにはついていけずに先頭争いからは早々に脱落するが、その後も粘りの走りを続け1:02:23の全体3位と東京国際大学のトップ通過に貢献する。

11月の八王子ロングディスタンス10000mで27:47.76のPB更新の快走で総合2位に入り2019年最後の出走を終える。

### 2020年
初の駅伝となる1月2日の第96回箱根駅伝では3区に出走する。
先頭から46秒差の8位でスタートすると序盤から飛ばして順位を上げていく。
早々に順位を2つ上げて7.6km地点を20:40で通過すると、11.3km付近で青山学院大学の鈴木塁人からトップを奪う。
そのまま後続を引き離していき14.3km地点を39:30で、18.1km地点を50:19で通過しこの時点で2位とは54秒差を付ける独走状態になる。
ハイペースは最後まで続き、森田歩希の従来の区間記録 (1:01:26) を2分以上も更新する59:25の驚異的な区間新記録で大学史上初の中継所トップでのタスキリレーを行う。
チーム自体も個人順位が13位-2位-1位-12位-10位-17位-7位-5位-3位-9位で往路3位・復路6位・総合5位と初のシード権を獲得した。

長らく出走が無かったが、半年ほど期間の空いた7月のホクレン・ディスタンスチャレンジ網走大会の5000mに出場して組2位・総合2位ながらも13:20.39を記録してPBを更新する。
2か月後の9月に行われた日本インカレ10000mにも出場するものの途中棄権に終わり、その後の全日本大学駅伝でも2年連続の不出場となった。

11月、この年最後のトラック競技を平成国際大学競技会10000mで走り27:38.48のPB更新で締めくくる。

### 2021年
年始の第97回箱根駅伝では2区に出走。
トップから47秒差の14位 (学生連合も含めると15位) でタスキを受け取ると、快調に飛ばし6.7km過ぎで2位集団を含めた13人を抜き去り8.2km地点を22:42で通過。
2位集団からただ1人追ってきた創価大学のフィリップ・ムルワと2人で追走すると、9.2km地点で先頭東海大学の名取燎太を捉えて首位浮上。
追いすがるムルワを引き離していき、15.2km地点では前回大会で東洋大学の相澤晃が樹立した区間記録のペースを28秒上回る42:47で通過する。
最後はやや失速するものの区間記録を8秒更新する1:05:49の区間新記録の快走で戸塚中継所トップでのタスキリレーとなる。
高速レースの中で7区間の区間新記録が生まれた前回大会と違い、10区間でただ1人区間新記録を打ち立てたヴィンセントは大会MVPに相当する金栗四三杯を日本人以外で受賞した史上初のランナーとなった。

箱根駅伝後初出走となる3月の東海大学長距離競技会5000mで13:45.01 (組2位・総合2位) を出すと、翌4月の金栗記念大会5000mで13:31.32 (組3位・総合3位) と調子を上げていく。
そして5月の日体大記録会5000mにて13:15.15を記録し、早稲田大学の竹澤健介が保有していた日本学生記録 (13:19.00) を14年ぶりに更新する。

同5月、自身2度目となる関東インカレは5000mと10000mの2種目に出場。
20日の10000mでは雨が降りしきる中でフィリップ・ムルワがレースをけん引する展開となり5000m地点を13:58辺りで通過すると、そこからペースを上げて先頭に立ち後続を引き離していき独走状態となっていく。
そのままフィニッシュしたヴィンセントは日本薬科大学のサイモン・カリウキが残した大会記録 (28:00.66) を約30秒上回る27:30.24で優勝する。
3日後の5000mでも一人抜け出したヴィンセントは風の影響からか13:42.54とタイムは振るわなかったが他の選手を寄せ付けず優勝し、これで2冠を達成したことにより男子2部の最優秀選手賞を受賞。

6月の全日本大学駅伝予選会は2年前と同じく最終4組に出場し、予選会最速タイムである自身の記録を更新する27:50.65で組1位・総合1位を獲得してチームのトップ通過に貢献する。
7月のホクレン・ディスタンスチャレンジ深川大会でも10000mに出場し27:50.66と安定して27分台を記録していった。

駅伝シーズン初戦となる10月の出雲駅伝は東京国際大学とヴィンセント自身双方にとって初出場となる。
逆転での優勝を狙い最終6区で出走したヴィンセントは大方の予想に反してトップでタスキを受け取る。
気温30℃を超える厳しいレース環境の中でペースが上がらず、区間記録より1分以上遅い29:21のタイムではあったが区間賞を獲得しチームの初出場・初優勝のゴールテープを切る。

11月、こちらも自身初となる全日本大学駅伝では前半区間の3区に出走。
先頭から21秒差の6位でタスキを受け取ると2km過ぎには先頭を捉え首位浮上。
以降は少しペースは落ち着くものの7.4km地点で後続と32秒差を付けて独走状態に入る。
最終的には区間記録を15秒更新する32:46の区間新記録を樹立し、区間2位である拓殖大学のジョセフ・ラジニにも35秒差を付ける圧巻の走りを見せる。

翌11月の日体大長距離記録会で10000mに出走し組4位ながらも27:24.42のPB更新とオレゴン世界陸上参加標準記録突破の好タイムをマークする。

### 2022年
第98回箱根駅伝では前回と同じく2区に出走。
5km付近で4人抜きと快調に飛ばしていたが、その後すぐに負傷していたという足に痛みが走りペースを落として完走するプランに切り替える。
8.2km地点で23:16の区間4位と、この時点で前回大会の自身の記録より34秒遅く、13km手前で国士舘大学のライモイ・ヴィンセントに追いつかれるなど苦しい走りが続く。
15.2km地点で43:52の区間7位まで落ち込むが、最終的に少し持ち直し1:07:02の区間5位の走りでチームを7位から4位に引き上げる。

3月、箱根駅伝予選会以来2度目のハーフマラソンをフランスで行われたパリ・ハーフマラソンで走る。
15km過ぎまでは先頭は集団で進行していたが、そこから抜け出したBoniface KIBIWOTTに5kmで30秒ほど引き離されてしまい優勝争いから脱落。
それでも20km過ぎからのスパートで2位に入り、1:01:18のPB更新も記録する。

4月の金栗記念大会では昨年に引き続き5000mに出場。
3000m過ぎからペースを上げた先頭3人から少し離れる形となり、13:21.02と同大会では最もいいタイムであったが組4位・総合4位に終わる。

そこから再度出走するのは5か月空いた9月の日体大記録会となり13:25.68とある程度の記録を出すが、再び調子を崩してこれがトラック・駅伝両方でこの年最後の出走となる。

### 2023年
4度目の出走となる第99回箱根駅伝では当日変更で4区にエントリー。
怪我の影響もあって準備期間が短く、65～70%程度の状態だと語った中でも序盤はハイペースで飛ばしていく。
12位でタスキを受け取ると3.5km付近までに6人を抜き、5kmを13:45で通過するとその地点で創価大学も捉えて5位に浮上。
8.9km地点では区間記録より32秒早い24:50で通過。
ここから少しずつペースは落ちていくが10km過ぎにはごぼう抜きの区間タイ記録となる8人抜きを達成すると4位に浮上し、最終的には区間記録を30秒更新する1:00:00の区間新記録でタスキリレー。
これにより異なる3区間での区間記録保持者となり、第97回以来の自身2度目となる金栗四三杯も受賞する。

異なる3区間の区間記録保持は中央大学の佐藤光信 (第31回 - 3区、第32回 - 8区、第33回 - 10区) と東海大学の佐藤悠基 (第82回 - 3区、第83回 - 1区、第84回 - 7区) 以来3人目の快挙で、往路3区間の区間記録保持と大学卒業時点の3区間記録保持では史上初である。
(佐藤光信は第34回で8区を加藤正之助、10区を瀬戸功夫に破られており、佐藤悠基は第85回で3区を竹澤健介に破られている。)

大学最後のレースは10kmロードを東京国際大学に入学予定のリチャード・エティーリと2人だけの調整レースのような形で走り、28:26の2位で終える。

大学卒業後はHondaの陸上競技部に所属し実業団ランナーとして活動を開始し、初戦となる金栗記念大会では同大会自身初の10000mに出場し27:37.85で2019年の5000m以来2度目の1位を獲得する。

5月のゴールデンゲームズinのべおかでは5000mB組に出場し、12分台も狙えるペースの先頭集団に途中まで付いていくものの2800m付近で遅れ始める。
それでも粘りの走りを続け4600m時点では11番手に位置していたが、ラスト1周のスパートで5人を抜いて組6位・総合7位の13:13.22でPB更新を達成する。
同月の東日本実業団選手権大会では10000mに出走するも28:04.60の組3位・総合3位とやや精彩を欠いた走りとなる。

6月の日体大記録会5000mで13:17.07の好記録であったが、東京国際大学のアモス・ベットにわずかに競り負け組2位に。
続く7月のホクレン・ディスタンスチャレンジ網走大会には10000mに出場し、27:20.00に設定されたペーシングライトに合わせるように先頭集団を牽引していく。
ライトからは徐々に遅れていくが最後のスパートで先頭は譲らず27:41.57で組1位・総合1位を獲得する。

そこから少し期間が開き、11月頭に実業団ランナーとして初めての駅伝となる東日本実業団対抗駅伝の2区・8.0kmに出走。
自身と同格以上のランナーが多数出ているという経験のない駅伝の中で苦戦し、22:19の区間7位で3位から6位と順位を3つ落とす。

その約3週間後には2019年以来の八王子ロングディスタンス10000mに出場。
最速が27:00.00に設定されたペーシングライトを追いかけるような形で形成されていた集団でレースを進めていたが徐々に後退。
フィニッシュタイムは前回よりも好タイムの27:34.32を記録したが着順は組15位・総合15位と大きく下げる結果となった。

### 2024年
1月1日、連覇を狙うHondaのニューイヤー駅伝の4区・7.8kmに出走。
4区出走の41人中でPBは5000mで10番目、10000mで11番目と格上のランナーに挑戦していく形となる中で、先頭と58秒差の2位でタスキを受け取る。
区間10位に終わるが先頭トヨタ自動車のコリル・フェリックスとの差を18秒縮めて次へとつなぐ。
結果的にHondaは優勝したトヨタ自動車にヴィンセント以外の全ての区間で負けており、最終的に2分以上離されての2位と連覇を逃す。

3か月後の4月には去年に引き続き金栗記念大会10000mに出場。
序盤から積極的に先頭集団でレースを進めるが5200m辺りから遅れ始め、前回から約35秒遅い28:12.32の6位と大会連覇を逃す。
翌5月、こちらも昨年に引き続きゴールデンゲームズinのべおかの5000mB組に出場し、組13位・総合18位ではあったが13:26.05と一定のタイムを残す。

5か月ほど期間を開けての10月には2022年以来のハーフマラソンとなる東京レガシーハーフマラソン出走。
5kmまでは先頭集団についていたが、そこからペースを上げた中電工のアモス・クルガトが抜け出して独走態勢に入り2位争いの集団となる。
15km地点では3位争いへと後退し、最終的には1秒差で競り負けて4位となるものの自己ベストを28秒更新する1:00:50のタイムを記録する。

2週間後の11月3日には東日本実業団対抗駅伝の2区 (9.4km) に出走。
区間6位ながらも区間賞から6秒差の26:28で10位から7位と順位を3つ引き上げる走りを見せる。

12月に開催された甲佐10マイルロードレース大会では10kmの部に出場してPBを6年ぶりに更新する28:05で1位を獲得する。

### 2025年
年明け2度目となるニューイヤー駅伝では区間距離変更が行われた4区に出走。
首位と1分09秒差の5位でタスキを受け取ると1人を抜いてGMOのJ・クロップにも追いつくと前に出る形で2人で前を追っていく。
最終的には向かい風に苦しみながらも先頭との差を48秒まで縮めて順位を2つあげ、20:37のタイムで同大会自身初の区間賞を獲得する。

1か月後の2月1日にはUAEで行われたハーフマラソンに参加。
序盤は先頭を引っ張る積極性を見せながらも風に苦しめられ徐々に後退していき優勝争いから脱落。
結果的には12位でゴールするが1:00:39のPB更新を記録する。

3月2日には東京マラソンにて自身初のマラソンで20kmまでのペースメーカーを務める。
5km/14:24・10km/28:54・15km/43:29のペースで先導していき、予定通り20km/58:08で通過した時点でペースメーカーを終える。

4月、金栗記念にて約11か月ぶりとなるトラック種目となる5000mに出場。
13:25.00に設定されたペーシングライトに沿うように形成される先頭集団で終始レースを進め、1000m/2:42・2000m/5:24・3000m/8:03・4000m/10:45で通過。
ラスト1周の時点で8人が残る展開となり、スパート勝負となる中最終コーナーで離されてしまい13:22.43の組4位・総合15位で終える。

約2週間後には2025年内2度目となるハーフマラソンとしてぎふ清流ハーフマラソンに出場。
5km/14:05・10km/28:29の先頭集団のペースについていくが10km地点を過ぎたあたりで先頭の2人から遅れていき、15km地点では先頭と19秒差と優勝争いから脱落する。
最終的には優勝したダウィット・ ウォルデから1分以上の差をつけられるが、粘りの走りを続けて1:01:17の3位でまとめる。

6月1日、日体大記録会5000mではトヨタ自動車のサムエル・キバティらと交互に引っ張る形でレースを展開し、ラストの直線勝負でキバティに抜かれるも13:22.22の組2位・総合2位を記録。
11日のホクレンDC深川大会5000mでは序盤から13:20.00に設定されたペーシングライトに合わせて先導するペースメーカーの前に出て走り1000m/2:40・2000m/5:19・3000m/8:00のラップを刻んでいく。
4000m辺りで先頭2人から遅れはじめるとラストもペースが上がらなかったが13:28.30の組3位・総合3位と安定した走りを見せる。

## 記録

### 戦績
| 日付       | 大会名                              | 区分   | 距離      | 種別           | タイム   | 順位     | 備考             |        |
| ---------- | ----------------------------------- | ------ | --------- | -------------- | -------- | -------- | ---------------- | ------ |
| 2018/06/11 | U20世界陸上ケニア代表選考会         | 予選   | 5000m     | トラック       | 13:48.43 | 3位      |                  |        |
| 2018/06/11 | U20世界陸上ケニア代表選考会         | 決勝   | 5000m     | トラック       | 13:34.20 | 4位      |                  | [ 14 ] |
| 2018/11/11 | 第4回 アガディール国際グランプリ    |        | 10km      | ロード         | 28:11    | 1位      |                  |        |
| 2019/04/14 | 第28回 金栗記念大会                 | 4組    | 5000m     | トラック       | 13:30.51 | 組1位    | 総合1位          | [ 15 ] |
| 2019/04/28 | 第73回 平成国際大競技会             | 3組    | 10000m    | トラック       | 28:24.33 | 組1位    | 総合1位          | [ 16 ] |
| 2019/05/26 | 第98回 関東インカレ 2部             |        | 5000m     | トラック       | 13:45.20 | 2位      |                  | [ 17 ] |
| 2019/06/23 | 第51回 全日本大学駅伝予選会         | 4組    | 10000m    | トラック       | 28:04.55 | 組1位    | 総合1位・(GR)    | [ 18 ] |
| 2019/07/13 | ホクレンDC 士別大会                 | A組    | 5000m     | トラック       | 13:28.17 | 組2位    | 総合2位          | [ 19 ] |
| 2019/09/14 | 第88回 日本インカレ                 |        | 5000m     | トラック       | 13:35.75 | 1位      |                  | [ 20 ] |
| 2019/10/26 | 第96回 箱根駅伝予選会               |        | 21.0975km | ハーフマラソン | 1:02:23  | 3位      |                  | [ 21 ] |
| 2019/11/23 | 八王子ロングディスタンス            | 6組    | 10000m    | トラック       | 27:47.76 | 組2位    | 総合2位          | [ 22 ] |
| 2020/01/02 | 第96回 箱根駅伝                     | 3区    | 21.4km    | 駅伝           | 59:25    | 区間賞   | 区間新記録       | [ 23 ] |
| 2020/07/15 | ホクレンDC 網走大会                 | A組    | 5000m     | トラック       | 13:20.39 | 組2位    | 総合2位          | [ 24 ] |
| 2020/11/21 | 第84回 平成国際大学競技会           | 12組   | 10000m    | トラック       | 27:38.48 | 組1位    | 総合1位          | [ 25 ] |
| 2021/01/02 | 第97回 箱根駅伝                     | 2区    | 23.1km    | 駅伝           | 1:05:49  | 区間賞   | 区間新記録       | [ 26 ] |
| 2021/03/28 | 第200回 東海大学長距離競技会        | 7組    | 5000m     | トラック       | 13:45.01 | 組2位    | 総合2位          | [ 27 ] |
| 2021/04/10 | 第29回 金栗記念大会                 | 6組    | 5000m     | トラック       | 13:31.32 | 組3位    | 総合3位          | [ 28 ] |
| 2021/05/09 | 第287回 日体大長距離記録会          | 10組   | 5000m     | トラック       | 13:15.15 | 組1位    | 総合1位・UR      | [ 29 ] |
| 2021/05/20 | 第100回 関東インカレ 2部            |        | 10000m    | トラック       | 27:30.24 | 1位      | GR               | [ 30 ] |
| 2021/05/23 | 第100回 関東インカレ 2部            |        | 5000m     | トラック       | 13:42.54 | 1位      |                  | [ 30 ] |
| 2021/06/19 | 第53回 全日本大学駅伝予選会         | 4組    | 10000m    | トラック       | 27:50.65 | 組1位    | 総合1位・(GR)    | [ 31 ] |
| 2021/07/07 | ホクレンDC 深川大会                 | A組    | 10000m    | トラック       | 27:50.66 | 組4位    | 総合4位          | [ 32 ] |
| 2021/10/10 | 第33回 出雲駅伝                     | 6区    | 10.2km    | 駅伝           | 29:21    | 区間賞   |                  | [ 33 ] |
| 2021/11/07 | 第53回 全日本大学駅伝               | 3区    | 11.9km    | 駅伝           | 32:46    | 区間賞   | 区間新記録       | [ 34 ] |
| 2021/12/04 | 第293回 日体大長距離記録会          | 10組   | 10000m    | トラック       | 27:24.42 | 組4位    | 総合4位・QES (O) | [ 35 ] |
| 2022/01/02 | 第98回 箱根駅伝                     | 2区    | 23.1km    | 駅伝           | 1:07:02  | 区間5位  |                  | [ 36 ] |
| 2022/03/06 | パリハーフマラソン                  |        | 21.0975km | ハーフマラソン | 1:01:18  | 2位      |                  | [ 37 ] |
| 2022/04/09 | 第30回 金栗記念大会                 | 5組    | 5000m     | トラック       | 13:21.02 | 組4位    | 総合4位          | [ 38 ] |
| 2022/09/18 | 第298回 日体大長距離記録会          | 12組   | 5000m     | トラック       | 13:25.68 | 組2位    | 総合2位          | [ 39 ] |
| 2023/01/02 | 第99回 箱根駅伝                     | 4区    | 20.9km    | 駅伝           | 1:00:00  | 区間賞   | 区間新記録       | [ 40 ] |
| 2023/03/26 | ADIDAS TOKYO CITY RUN 2023          |        | 10km      | ロード         | 28:26    | 2位      |                  | [ 41 ] |
| 2023/04/08 | 第31回 金栗記念大会                 |        | 10000m    | トラック       | 27:37.85 | 1位      |                  | [ 42 ] |
| 2023/05/04 | 第34回 ゴールデンゲームズinのべおか | B組    | 5000m     | トラック       | 13:13.22 | 組6位    | 総合7位          | [ 43 ] |
| 2023/05/20 | 第65回 東日本実業団選手権大会       | 2組    | 10000m    | トラック       | 28:04.60 | 組3位    | 総合3位          | [ 44 ] |
| 2023/06/10 | 第306回 日体大長距離記録会          | NCG1組 | 5000m     | トラック       | 13:17.07 | 組2位    | 総合2位          | [ 45 ] |
| 2023/07/08 | ホクレンDC 網走大会                 | A組    | 10000m    | トラック       | 27:41.57 | 組1位    | 総合1位          | [ 46 ] |
| 2023/11/03 | 第64回 東日本実業団対抗駅伝         | 2区    | 8.0km     | 駅伝           | 22:19    | 区間7位  |                  | [ 47 ] |
| 2023/11/25 | 八王子ロングディスタンス            | 7組    | 10000m    | トラック       | 27:34.32 | 組15位   | 総合15位         | [ 48 ] |
| 2024/01/01 | 第68回 ニューイヤー駅伝             | 4区    | 7.8km     | 駅伝           | 21:23    | 区間10位 |                  | [ 49 ] |
| 2024/04/13 | 第32回 金栗記念大会                 |        | 10000m    | トラック       | 28:12.32 | 6位      |                  | [ 50 ] |
| 2024/05/04 | 第35回 ゴールデンゲームズinのべおか | B組    | 5000m     | トラック       | 13:26.05 | 組13位   | 総合18位         | [ 51 ] |
| 2024/10/20 | 東京レガシーハーフマラソン          |        | 21.0975km | ハーフマラソン | 1:00:50  | 4位      |                  | [ 52 ] |
| 2024/11/03 | 第65回 東日本実業団対抗駅伝         | 2区    | 9.4km     | 駅伝           | 26:28    | 区間6位  |                  | [ 53 ] |
| 2024/12/01 | 第49回 甲佐10マイルロードレース大会 |        | 10km      | ロード         | 28:05    | 1位      | GR               | [ 54 ] |
| 2025/01/01 | 第69回 ニューイヤー駅伝             | 4区    | 7.6km     | 駅伝           | 20:37    | 区間賞   |                  | [ 55 ] |
| 2025/02/01 | ラス・アル・ハイマ ハーフマラソン   |        | 21.0975km | ハーフマラソン | 1:00:39  | 12位     |                  | [ 56 ] |
| 2025/04/12 | 第33回 金栗記念大会                 | 1組    | 5000m     | トラック       | 13:22.43 | 組4位    | 総合15位         | [ 57 ] |
| 2025/04/27 | 高橋尚子杯ぎふ清流ハーフマラソン    |        | 21.0975km | ハーフマラソン | 1:01:17  | 3位      |                  | [ 58 ] |
| 2025/06/01 | 第321回 日体大長距離記録会          | NCG2組 | 5000m     | トラック       | 13:22.22 | 組2位    | 総合2位          | [ 59 ] |
| 2025/06/11 | ホクレンDC 深川大会                 | A組    | 5000m     | トラック       | 13:28.30 | 組3位    | 総合3位          | [ 60 ] |

〇 基本はWAの選手ページ (Vincent Kibet YEGON) を参照。
 

〇 タイムはWA・JAAF・JITA・IUAUJ等の共通公式表記。

〇 GR：Game Record。大会記録。順位が2位以下の場合は記載せず。

〇 UR：University Record。学生記録。本項では日本学生陸上競技連合が承認した日本学生記録。

〇 QES：Qualified by Entry Standard。世界陸上及びオリンピックの参加標準記録切りのタイム。

### 大学三大駅伝戦績
| 学年           | 出雲駅伝                             | 全日本大学駅伝                                    | 箱根駅伝                                            |
| -------------- | ------------------------------------ | ------------------------------------------------- | --------------------------------------------------- |
| 1年生 2019年度 | 第31回 - 不出場                      | 第51回 - 出走なし                                 | 第96回 - 3区 - 21.4km 区間賞 - 59:25 (区間新記録)   |
| 2年生 2020年度 | 第32回 - 開催中止                    | 第52回 - 出走なし                                 | 第97回 - 2区 - 23.1km 区間賞 - 1:05:49 (区間新記録) |
| 3年生 2021年度 | 第33回 - 6区 - 10.2km 区間賞 - 29:21 | 第53回 - 3区 - 11.9km 区間賞 - 32:46 (区間新記録) | 第98回 - 2区 - 23.1km 区間5位 - 1:07:02             |
| 4年生 2022年度 | 第34回 - 出走なし                    | 第54回 - 出走なし                                 | 第99回 - 4区 - 20.9km 区間賞 - 1:00:00 (区間新記録) |

### 自己ベスト
| 種目           | タイム   | スコア | 日付       | 大会名                              |
| -------------- | -------- | ------ | ---------- | ----------------------------------- |
| 5000ｍ         | 13:13.22 | 1162   | 2023/05/04 | 第34回 ゴールデンゲームズinのべおか |
| 10000ｍ        | 27:24.42 | 1187   | 2021/12/04 | 第293回 日体大長距離記録会          |
| 10km ロード    | 28:05    | 1124   | 2024/12/01 | 第49回 甲佐10マイルロードレース大会 |
| ハーフマラソン | 1:00:39  | 1160   | 2025/02/01 | ラス・アル・ハイマ ハーフマラソン   |